# Маутхаузен (концентрационный лагерь)

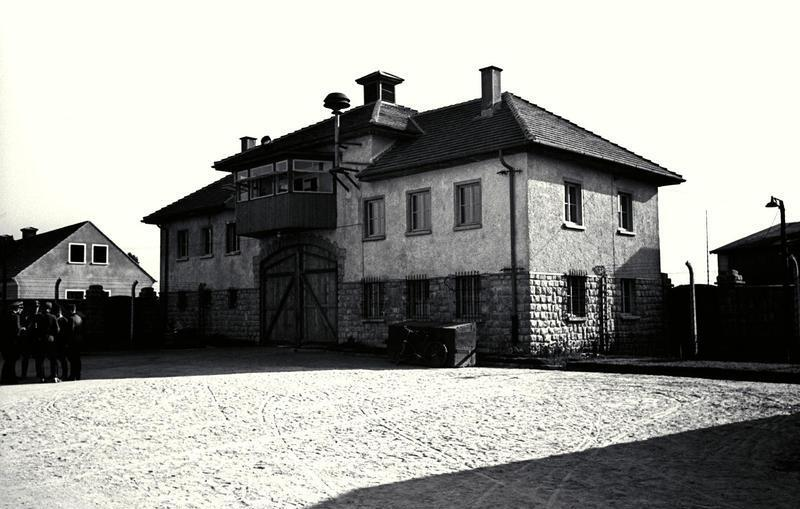
Центральная «брама» (вход) в концлагере Гузен, 1942 г.

Маутха́узен (нем. KZ Mauthausen) — немецкий концлагерь около города Маутхаузен в 1938—1945 годах.
Концлагерь представлял собой систему, состоящую из центрального лагеря и 49 филиалов, разбросанных по всей территории Австрии (Остмарка).
Самые известные филиалы Маутхаузена: Гузен (самый большой близнец, находился в пяти километрах от центрального лагеря, известен также как Маутхаузен-Гузен (нем. Mauthausen-Gusen); Эбензе; Мельк.
Заключённые лагеря сформировали Интернациональный подпольный комитет, который успешно проявил себя в последние дни существования лагеря.
В основном использовался для содержания интеллигенции из оккупированных Германией стран.

## История

### Создание
7 августа 1938 года заключённые из концентрационного лагеря Дахау были отправлены на строительство нового лагеря в город Маутхаузен близ Линца в Австрии. Расположение лагеря было выбрано исходя из близости к транспортному узлу Линца и малой заселённости места.
Концлагерь Маутхаузен был определён как штрафной лагерь в системе концлагерей Германии и изначально использовался как место заключения тех уголовных преступников, которые считались неисправимыми, но с 8 мая 1939 он был определён также и как место содержания особо опасных для режима политических заключённых.
Лагерь с самого начала создавался как германский государственный объект, основан он был частной компанией в виде хозяйственного предприятия. Владельцем каменоломен в районе Маутхаузена (каменоломни Марбахер-Брух и Беттельберг) была компания DEST (акроним полного наименования Deutsche Erd- und Steinwerke GmbH), во главе которой находился Освальд Поль, который был также крупным чином в СС. Компания, выкупив каменоломни у городских властей Вены, начала строительство лагеря Маутхаузен. Гранит, который добывался в каменоломнях, ранее использовался только для мощения улиц Вены и других австрийских городов. Однако архитектурная концепция перестройки многих городов Германии требовала значительных количеств гранита. С осени 1938 года DEST также приступила к добыче гранита в карьерах Гузена, открыв там сеть концлагерей — филиалов Маутхаузена. Средства для строительства лагеря собирались из различных источников, среди которых были коммерческие кредиты от Дрезднер-Банка и пражского Эскомпте-Банка, так называемый 
Фонд Рейнхардта (который представлял средства, конфискованные у жертв концентрационных лагерей), а также германского Красного Креста. Глава компании DEST и нескольких других компаний Освальд Поль, как крупный чиновник СС, руководил и был распорядителем финансов в различных нацистских организациях, кроме того, был директором германского Красного Креста. В 1938 году он перевёл 8 миллионов рейхсмарок из суммы членских взносов Красного Креста на один из счетов СС, которые затем были пожертвованы в DEST в 1939.
К концу Второй мировой войны система концлагерей Маутхаузена-Гузен состояла из центрального лагеря и 49 филиалов, разбросанных по всей Верхней Австрии. Самым большим филиалом был комплекс Гузен с региональной администрацией фирмы DEST в Ст-Георгиен на Гузен.

### «Блок смерти»

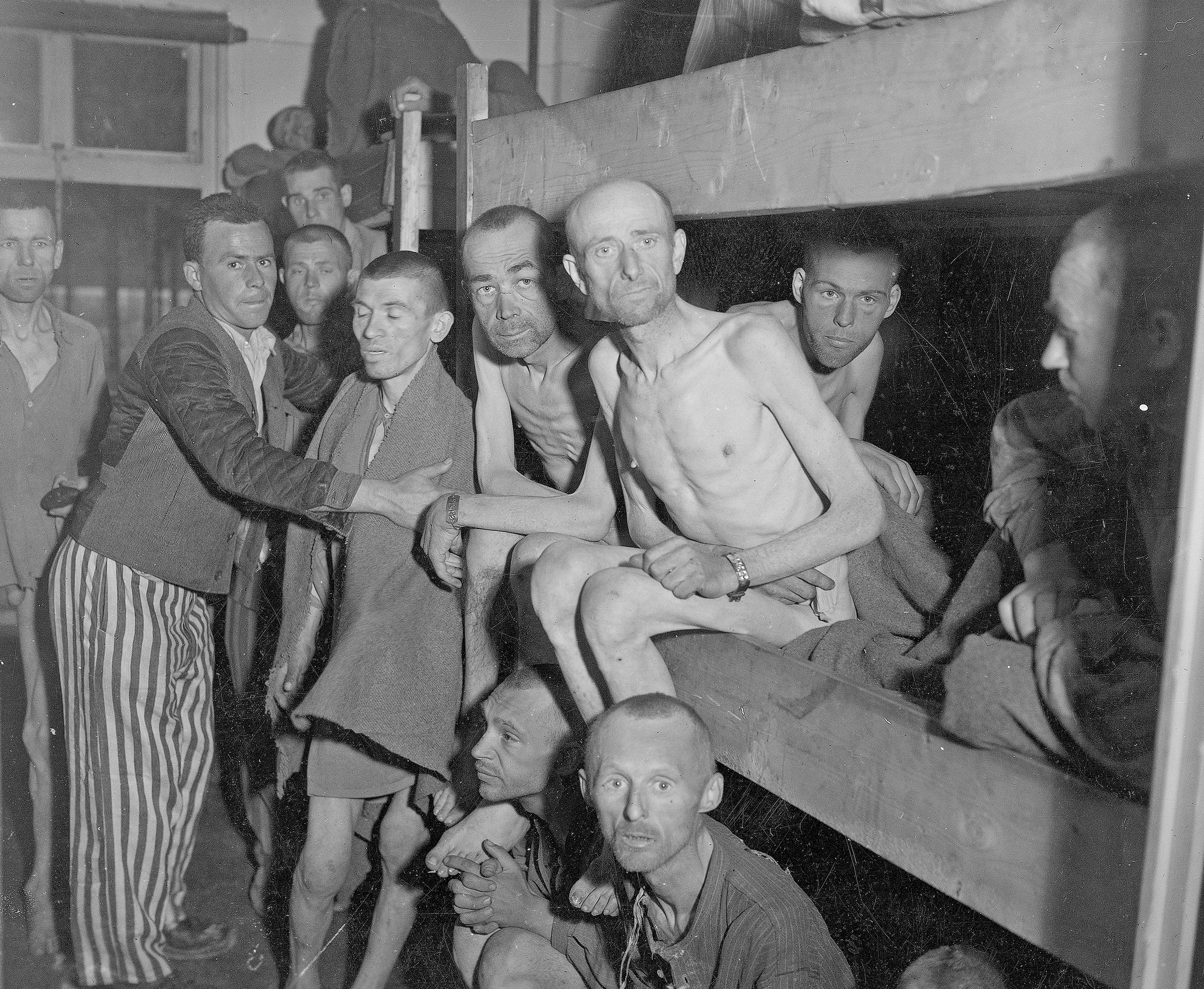
Заключённые концлагеря Эбензее, 1945 г.

В 1944 году барак № 20 был обнесён отдельной каменной стеной. Этот барак назывался «блоком смерти». Туда отправляли узников, приговорённых к уничтожению за нарушения режима (преимущественно советских офицеров за побеги из лагерей военнопленных или диверсии на производстве) в рамках так называемой «Акции „Кугель“».
Заключённые «20-го блока» содержались на так называемом «штрафном режиме». Они получали половинное питание, спали на полу, в любую погоду от подъёма до отбоя находились без верхней одежды во дворе своего изолированного от остального лагеря блока № 20, подвергаясь различным издевательствам. В день здесь умирало 20—30 и даже больше узников, а средняя продолжительность жизни составляла считанные недели.
«Блок смерти» также использовался как тренировочный лагерь для подготовки сотрудников СС из отрядов «Мёртвая голова». Узников избивали и издевались над ними. Ещё позднее такая практика была введена на всей территории лагеря. В любое время в любой барак мог ворваться отряд «учеников» и забить насмерть сколько угодно заключённых.
В ночь со 2 на 3 февраля 1945 года советскими офицерами из «блока смерти» был совершён массовый побег примерно 400—500 узников. Используя огнетушители, камни, деревянные колодки обуви, они убили часовых на вышках, преодолели 3,5-метровую стену, ров с водой, колючую проволоку и разбежались по окрестностям лагеря. В процесс охоты на беглецов были включены все местные подразделения СС, Вермахт, Гитлерюгенд и местное население. В документах СС эта операция по имени местности называлась «Мюльфиртельская охота на зайцев» (нем. Mühlviertler Hasenjagd), таким же образом был назван и снятый по мотивам этого события документальный фильм, вызвавший в Австрии широкий резонанс).
Хотя через несколько недель было объявлено о том, что все беглецы были уничтожены, среди заключённых ходили слухи, что не досчитались 19 человек. Спустя два десятилетия занимавшийся судьбами бывших советских военнопленных писатель С. С. Смирнов обнаружил первых выживших узников «20-го блока», число которых в дальнейшем составило как минимум 9 человек.
Издевательства над смертниками «блока № 20» фигурировали на Нюрнбергском процессе в 1946 году.
После побега в блок № 20 были помещены заключённые-евреи.

### Освобождение концлагеря
3 мая 1945 года СС и другие охранники начали готовиться к эвакуации лагеря. На следующий день бегущих охранников заменил безоружный отряд фольксштурма, а также несколько полицейских и пожарных, в основном преклонного возраста, эвакуированных из Вены. Полицейский Мартин Геркен (Martin Gerken) принял командование на себя. Он пытался создать «Международный комитет заключённых», который должен был стать руководящим органом лагеря, пока последний не был бы освобождён приближающимися американскими войсками, но был открыто обвинён в сотрудничестве с эсэсовцами, и план провалился.
Работы на всех филиалах Маутхаузена были остановлены и заключённые ждали освобождения. Из основных филиалов Маутхаузен-Гузена только Гузен-3 должен был быть эвакуирован. 1 мая заключённые в срочном порядке должны были пройти маршем смерти до Санкт-Георгена (Sankt Georgen), но через несколько часов руководство приказало им вернуться назад в лагерь. Ту же операцию повторили и на следующий день, но вскоре также поступил отменяющий приказ. Вечером следующего дня эсэсовцы окончательно бросили лагерь.
5 мая 1945 года на территорию лагеря Маутхаузен-Гузен вошли американские разведчики. Обезоружив полицейских, они покинули лагерь. К моменту освобождения лагеря большинство эсэсовцев бежало, однако около 30 остались и были убиты заключёнными, такое же количество убито в Гузен-2. К 6 мая все филиалы лагерного комплекса Маутхаузен-Гузен, за исключением двух лагерей в Лойбль Пасс (Loibl Pass), также были освобождены американскими войсками, но до их прибытия 7 мая в центральный лагерь, происходили вооружённые столкновения узников и отдельных подразделений эсэсовцев вблизи лагеря.

### Основные филиалы концлагеря Маутхаузен
- Гузен-1
- Гузен-2
- Гузен-3
- Линц-1
- Линц-2
- Линц-3
- Гунскирхен
- Мельк
- Эбензе[англ.]

### Жертвы концлагеря

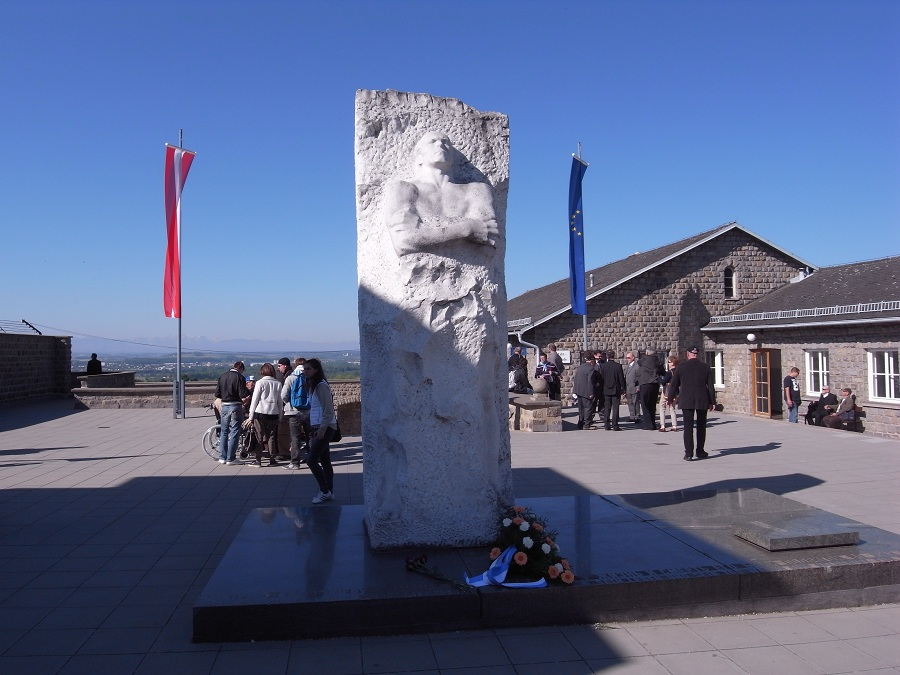
Памятник генералу Карбышеву на территории бывшего концентрационного лагеря Маутхаузен.

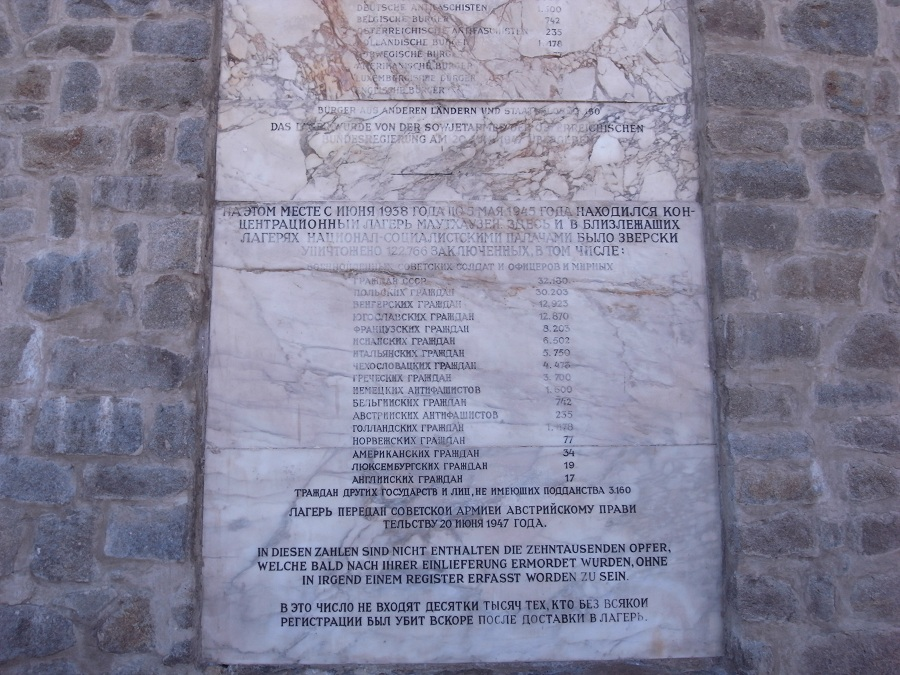
Мемориальная доска на главных воротах бывшего концентрационного лагеря Маутхаузен с данными о количестве граждан различных государств, погибших в данном лагере

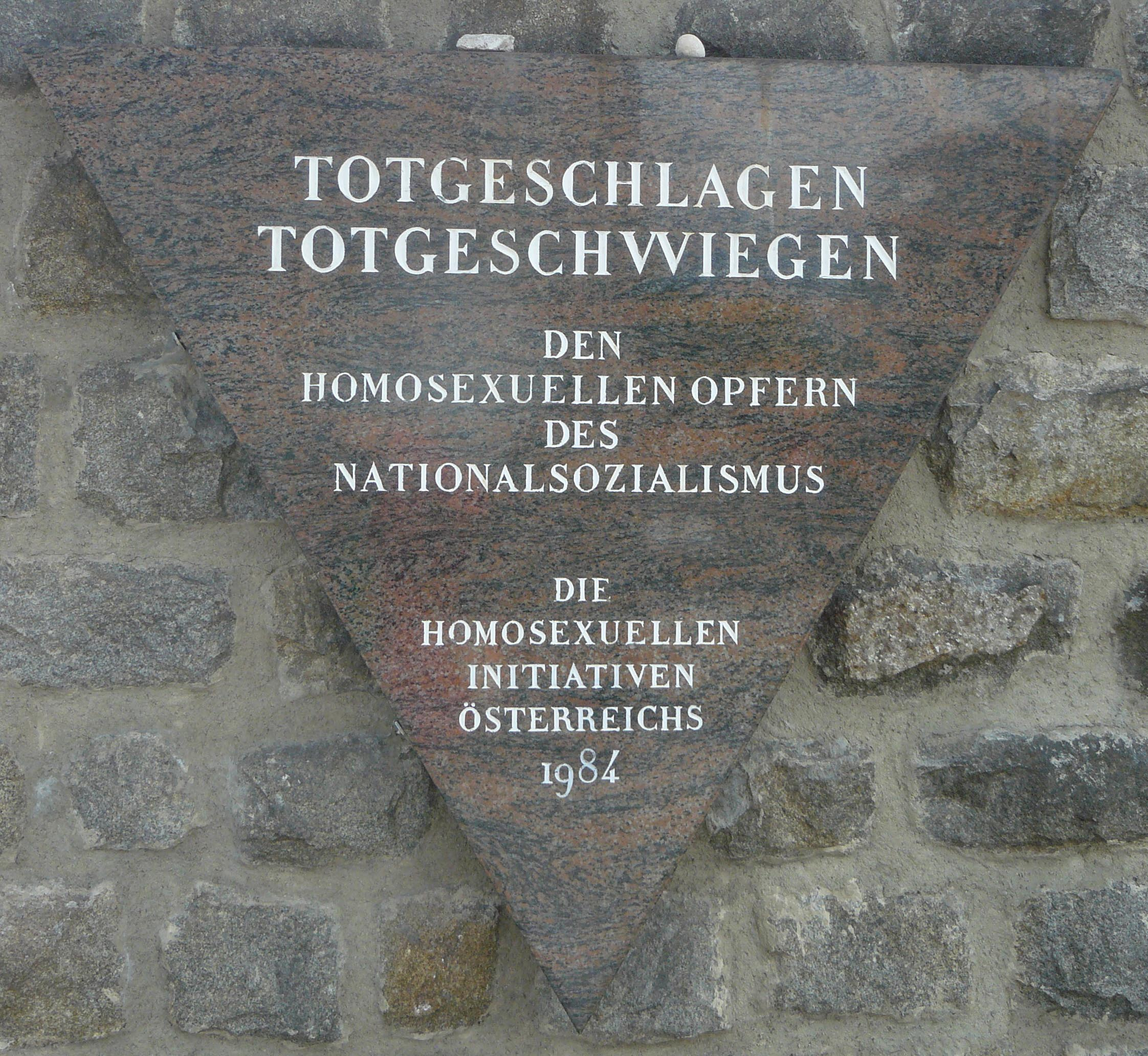
Мемориальная доска «Убитым и замолченным гомосексуальным жертвам национал-социализма».

Узниками Маутхаузена было около 335 тысяч человек; казнено свыше 122 тысяч человек (больше всех — свыше 32 тысяч — советских граждан; среди них генерал-лейтенант инженерных войск Дмитрий Карбышев, один из погибших от обливания ледяной водой на морозе, Герой Советского Союза гвардии подполковник Николай Власов (один из организаторов побега 1 февраля 1945), заживо сожжённый в крематории, украинский националист Юлиан Савицкий, провозгласивший по радио во Львове 30 июня 1941 года независимое украинское государство, и сталинградец Дмитрий Основин, ставший национальным героем Чехословакии.

## Память
После окончания Второй мировой войны на месте Маутхаузена создан мемориальный музей. На территории бывшего лагеря воздвигнуто свыше 20 монументов, включая памятник Советскому Союзу. Возле главных ворот лагеря возвышается памятник Дмитрию Карбышеву. На пьедестале памятника на русском и немецком языках написано: «Дмитрию Карбышеву: учёному, воину, коммунисту. Жизнь и смерть его были подвигом во имя Родины».
На расстоянии 100 м от центрального лагеря располагался «ревир» (то есть лагерная больница), который назывался «русским лагерем». Этот лагерь строили в конце 1941 года первые советские заключённые, прибывшие в Маутхаузен в октябре 1941 года. Большинство из них не пережило весны 1942 года. На месте «ревира» установлена стела в память о советских военнопленных.
Вдоль так называемой «стены плача» (внутренняя часть стены лагеря возле главных ворот, где обычно выстраивались новоприбывшие узники), установлено более 40 мемориальных досок, посвящённые отдельным жертвам и группам жертв лагеря (этнические, политические, социальные и религиозные группы). Первой в этом ряду стоит мемориальная доска, посвящённая гибели генерала Карбышева. В числе мемориальных досок в память об этнических группах есть и посвящённые народам бывшего СССР, в частности — белорусам. Установлены таблички в память о политических группах, в частности, посвящённые молодёжным союзам австрийских коммунистов и социал-демократов, а также табличка в память о гомосексуалах, жертвах национал-социализма.
В 2015 году траурным шествием и возложением венков отметили 70-ю годовщину освобождения лагеря. Организатором мероприятия выступил международный комитет узников концентрационного лагеря Маутхаузен.
Мемориальные мероприятия по случаю 73-й годовщины освобождения концлагеря Маутхаузен прошли под девизом «Бегство и родина» в честь трагической даты 1938 года, когда Австрия была насильственно присоединена к нацистской Германии.
02.02.2020 прошла церемония возложения венков, приуроченная к 75-й годовщине побега нескольких сотен красноармейцев из «блока смерти» нацистского концентрационного лагеря Маутхаузен. Организатором мероприятия выступил Фонд памяти Александра Печерского.

## Процессы над военными преступниками
Значительная доказательная база была собрана узниками, работавшими в фотолаборатории концлагеря, которые успели надёжно спрятать негативы, послужившие неоспоримым доказательством во время судебного процесса над нацистскими преступниками. С 29 марта по 13 мая 1946 американский военный трибунал провёл судебный процесс, перед которым предстал 61 служащий лагеря. В итоге было вынесено 58 смертных приговоров (9 из них позже были преобразованы в пожизненные сроки), трое подсудимых были приговорены к пожизненному тюремному заключению.
В 1950 году перед земельным судом в Аугсбурге предстал лагерный староста Гузена Иоганн Каммерер. Он был приговорён к пожизненному тюремному заключению за убийство 94 человек. В 1976 он был освобождён.
В ноябре 1961 года земельный суд Ансбаха приговорил коменданта Гузена Карла Хмилевски к пожизненному заключению. В 1979 он был освобождён по состоянию здоровья.
30 октября 1967 года земельный суд Кёльна приговорил к пожизненному заключению бывшего шуцхафтлагерфюрера Антона Штрайтвизера. На том же процессе бывший начальник политического отдела Карл Шульц был приговорён к 15 годам тюремного заключения. Штрайтвизер скончался в тюремной больнице в 1972 году, а Шульц был вскоре освобождён.
29 октября 1968 года земельный суд Хагена приговорил Гейнца Енча к пожизненному заключению, Альфонса Гросса к 6 годам заключения, а Гельмута Клуге к 8 годам заключения. Бывший блокфюрер из Гузена Вильгельм Штигле был оправдан.
24 июля 1970 году земельный суд Хагена приговорил Мартина Рота к 7 годам тюремного заключения, а Вернера Фасселя — к шести с половиной.
15 ноября 1972 года земельный суд Меммингена приговорил к пожизненному тюремному заключению бывшего коменданта Эбензее Антона Ганца. Однако он не отбывал срок, так как был болен раком. Скончался в 1973 году.

## Фотогалерея

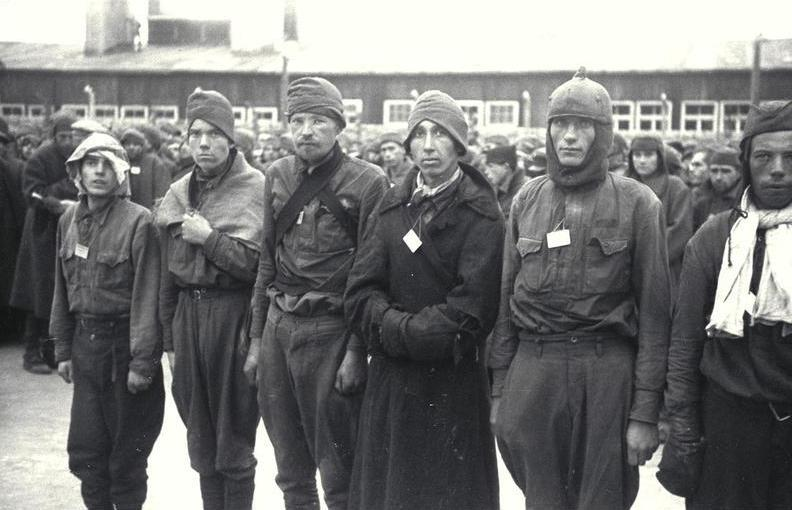
Гузен, советские военнопленные, октябрь 1941 г.
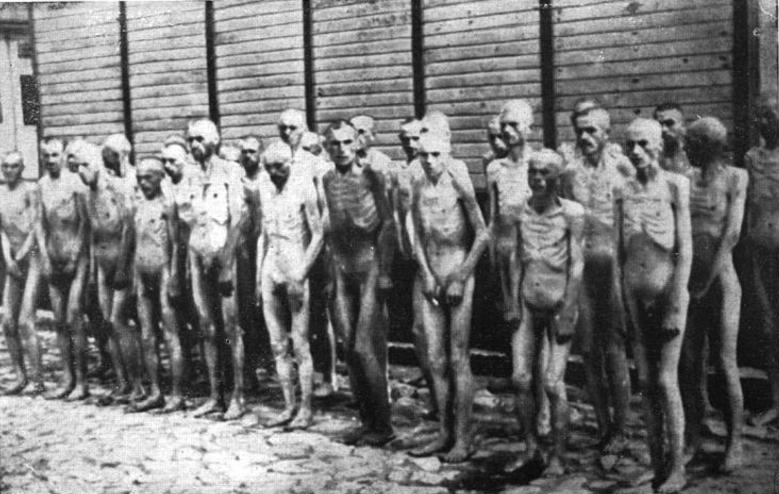
Советские военнопленные перед бараком.
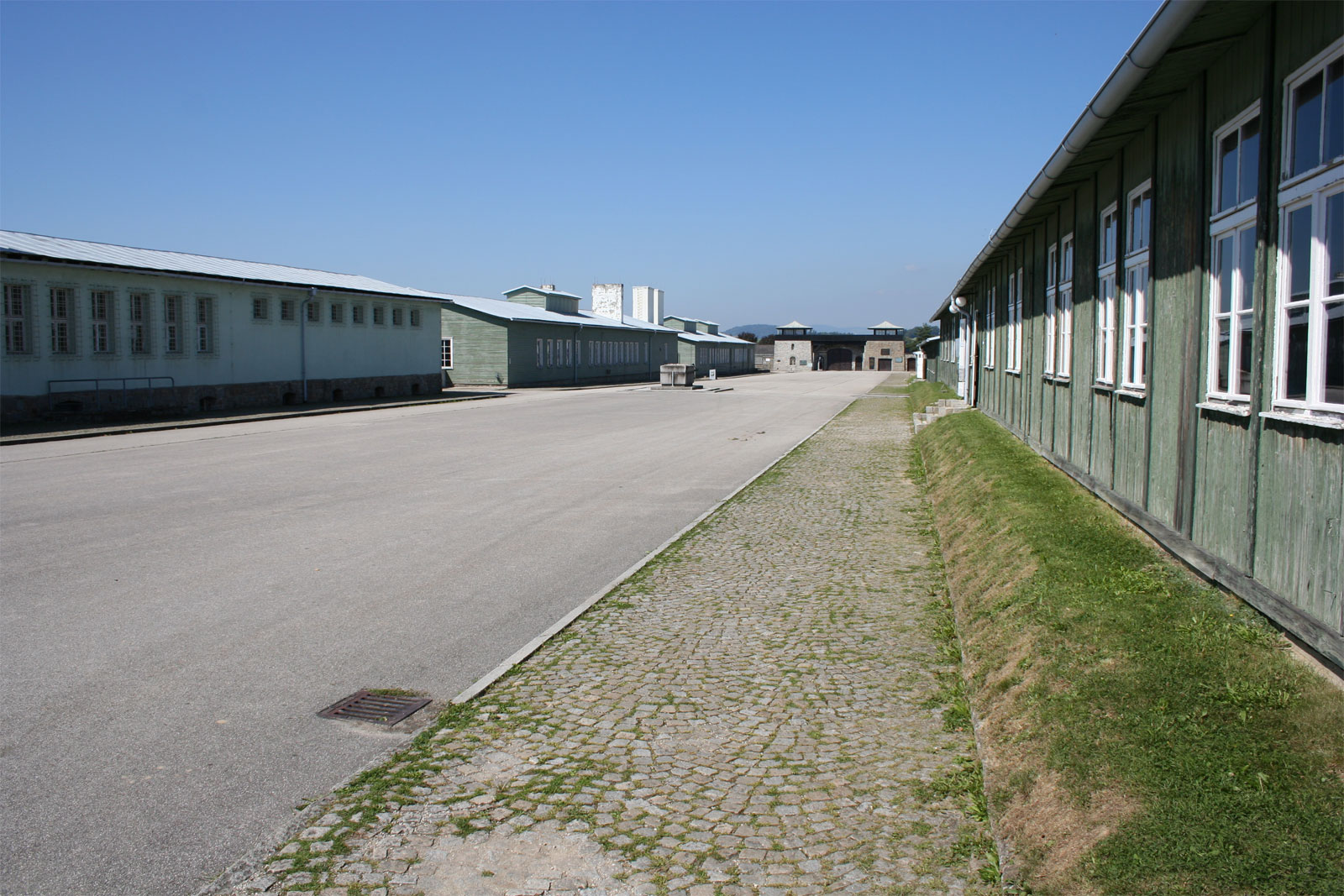
Маутхаузен-Музей (современное состояние): Аппель-плац (площадь переклички) и бараки
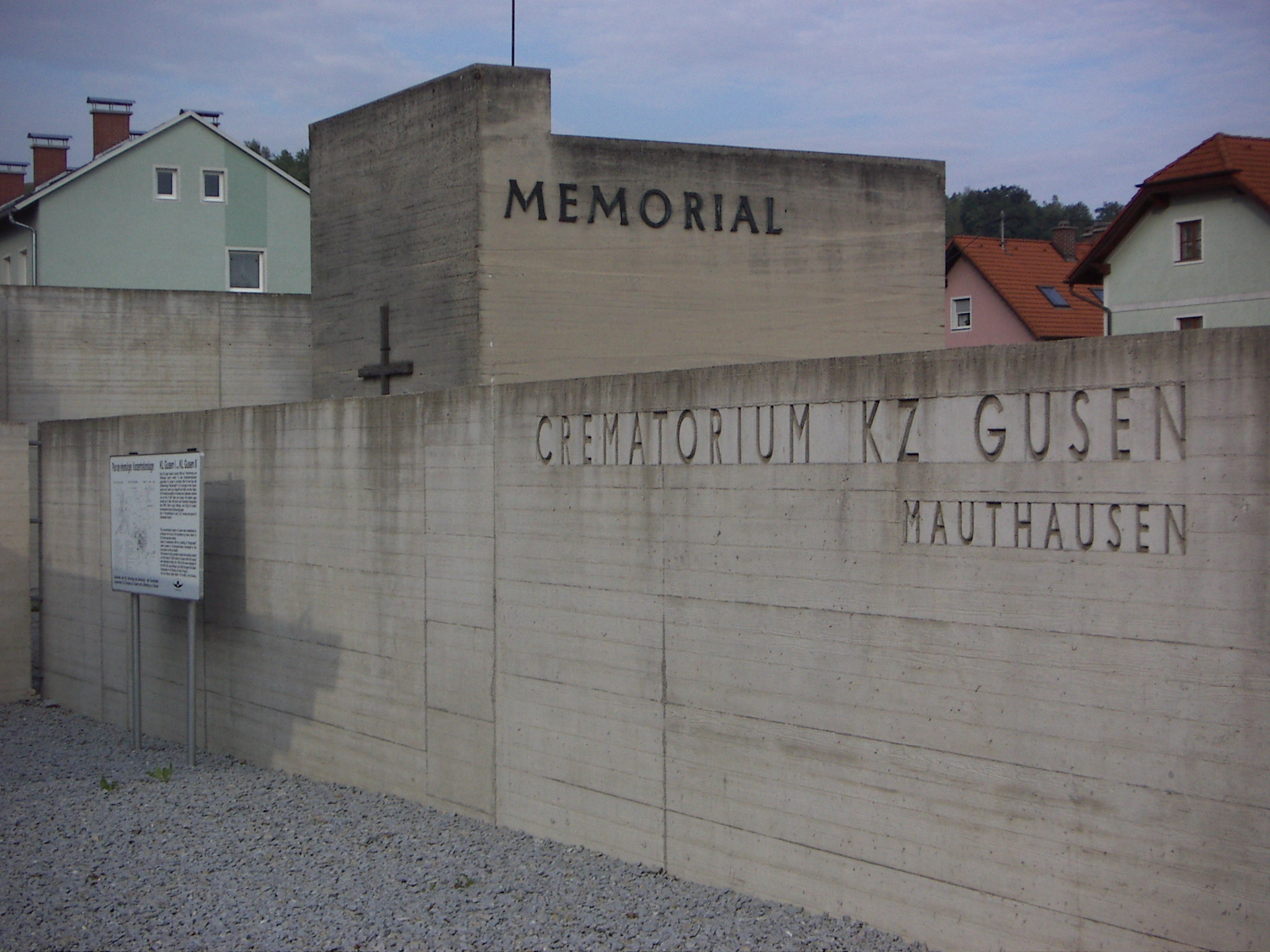
Мемориал в Гузене — музей (основной объект — бывшая печь лагерного крематория), вся остальная часть бывшего лагеря отдана под жилые дома

## В литературе
- Юрий Евгеньевич Пиляр — роман «Люди остаются людьми» (воспоминания бывшего узника Маутхаузена).
- Михаил Придонович Придонов — автобиографическая повесть «Я — гражданин…» (воспоминания узника Маутхаузена).
- Сергей Сергеевич Смирнов — документальная повесть «Последний бой смертников» (рассказывается о блоке № 20).
- Всеволод Викторович Остен — автобиографическая повесть «Встань над болью своей: рассказы узника Маутхаузена».
- Эйженс Веверис — книга стихов «Сажайте розы в проклятую землю» (латыш. Iedēstiet rozes zemē nolādētā; 1969, русский перевод 1977), с подзаголовком «Поэтический дневник узника Маутхаузена»
- Жан Лаффит[фр.] — автобиографическая повесть «Живые борются» (фр. Ceux qui vivent)[20].
- Поль-Лу Сулицер — роман «Зелёный король».
- Валентин Иванович Сахаров — автобиографическая повесть «В застенках Маутхаузена».
- Иван Фёдорович Ходыкин — документальная повесть «Живые не сдаются» (о пребывании и восстании «блока смерти» № 20 Маутхаузена, а также о выживших после него).
- Бени Вирцберг — мемуары «Из долины убийства к Вратам в долину» (Освенцим, Маутхаузен, палаточный лагерь Маутхаузена, Мельк, Гунскирхен).
- Метри Кибек — роман «Герои без вести не пропадают».
- Эдит Ева Эгер — мемуары «Выбор. О свободе и внутренней силе человека» (Освенцим, Маутхаузен).
- Мишель дель Кастильо — роман «Танги» (фр. Tanguy).

## В кинематографе
- «Охота на зайцев» (Hasenjagd) — австрийский художественный фильм 1994 года, воссоздающий события «мюльфиртельской охоты на зайцев», последовавшей за побегом заключённых в феврале 1945 года;
- «Двадцатый блок. Охота на зайцев» — короткометражный документальный фильм Вячеслава Серкеза, 2015 год[21];
- «Фотограф из Маутхаузена» (The Photographer of Mauthausen) — историко-биографический художественный фильм, 2018 года